# Papa rellena
La papa rellena (patata farcida, en català) és un plat tradicional de les gastronomies peruana i xilena. Els registres més antics es troben en receptaris de les darreries del segle xix.

## Preparació
El plat consisteix en una masa de puré de patates (a la qual s'hi pot afegir un poc de fècula de patata) amb el qual es fa una mena de panada o arepa farcida amb carn picada de vedella, porc o pollastre, ceba fregida, olives, ou bullit i espècies. Una vegada farcida, la porció es passa per farina i ou batut i es fregeix amb abundant oli. S'hi pot servir amb salsa criolla.

## Vegeu també

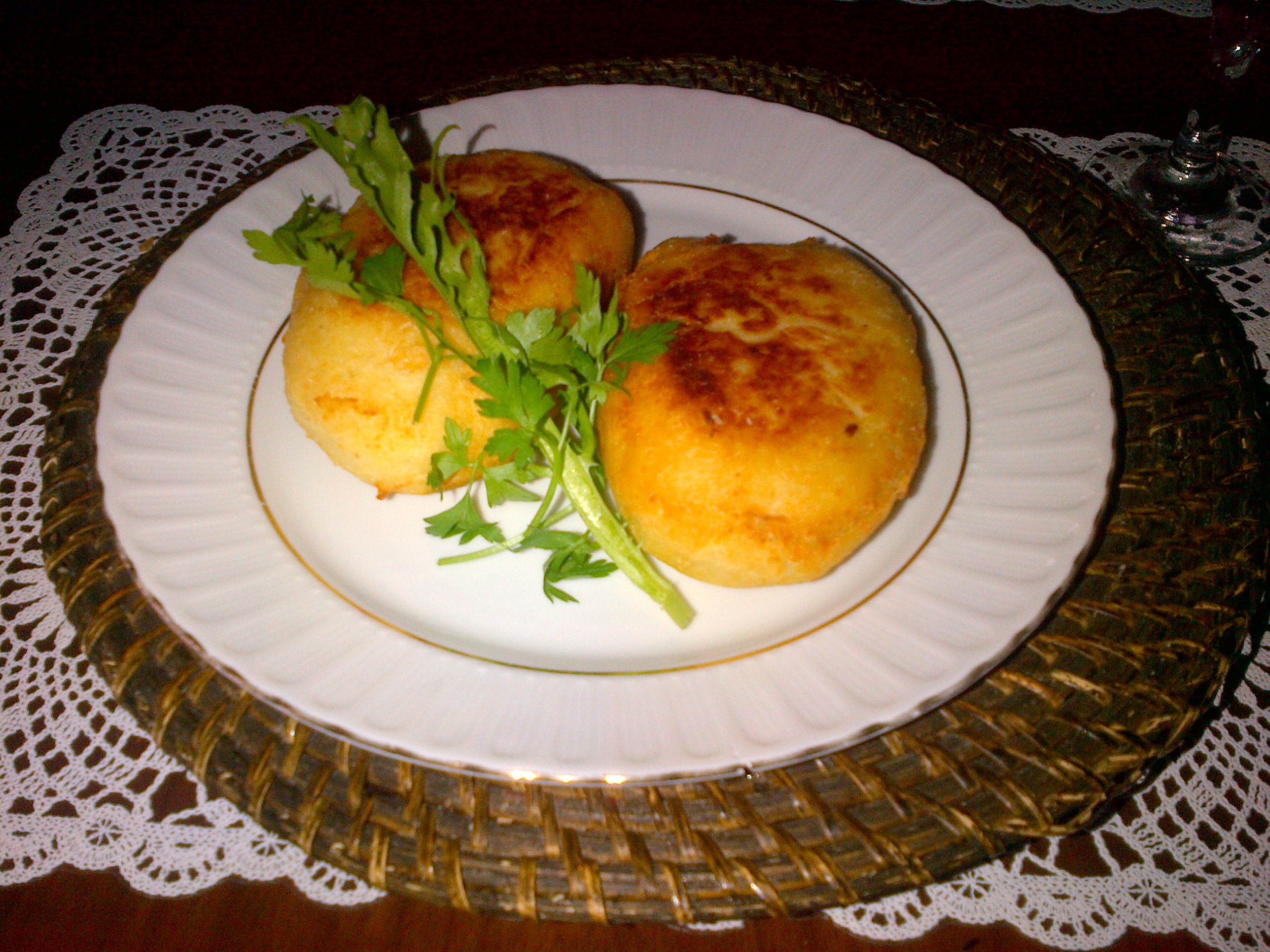
Un parell de papas rellenas de la cuina xilena.